# Schwarzwald-Querweg Gengenbach–Alpirsbach
Der Querweg Gengenbach–Alpirsbach ist eine Fernwanderstrecke durch den Mittleren Schwarzwald. Der 51 Kilometer lange Querweg wird vom Schwarzwaldverein gepflegt und betreut. Sein Wegzeichen ist eine blaue Raute auf gelbem Grund.

## Streckenbeschreibung

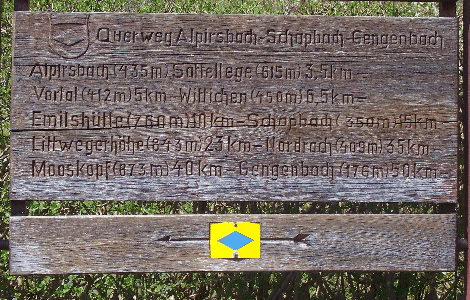
Wegtafel des Querwegs in Alpirsbach

Der Querweg beginnt in Gengenbach im unteren Kinzigtal und führt parallel zum Flusslauf quer durch den Nordschwarzwald. Auf den drei Etappen werden die Täler der Nordrach, Wolf und Kleinen Kinzig gequert. Außerdem kreuzt der Querweg die drei großen Fernwanderwege des Schwarzwaldvereins Westweg, Mittelweg und Ostweg. Am Endpunkt in Alpirsbach wird das Kinzigtal wieder erreicht. Die An- und Abstiege sind meist auf Wanderpfaden geführt; ebene Abschnitte (insbesondere auf der zweiten Etappe) folgen meist geschotterten Forstwegen.

## Tagestouren/Etappen

### Erste Etappe: Gengenbach – Nordrach (Moosmatt)

#### Übersicht

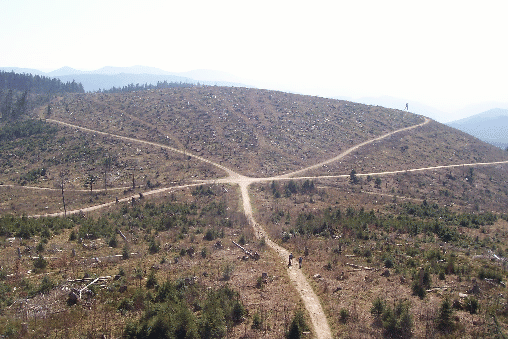
Blick vom Mooskopf zum Siedigkopf mit Lothardenkmal

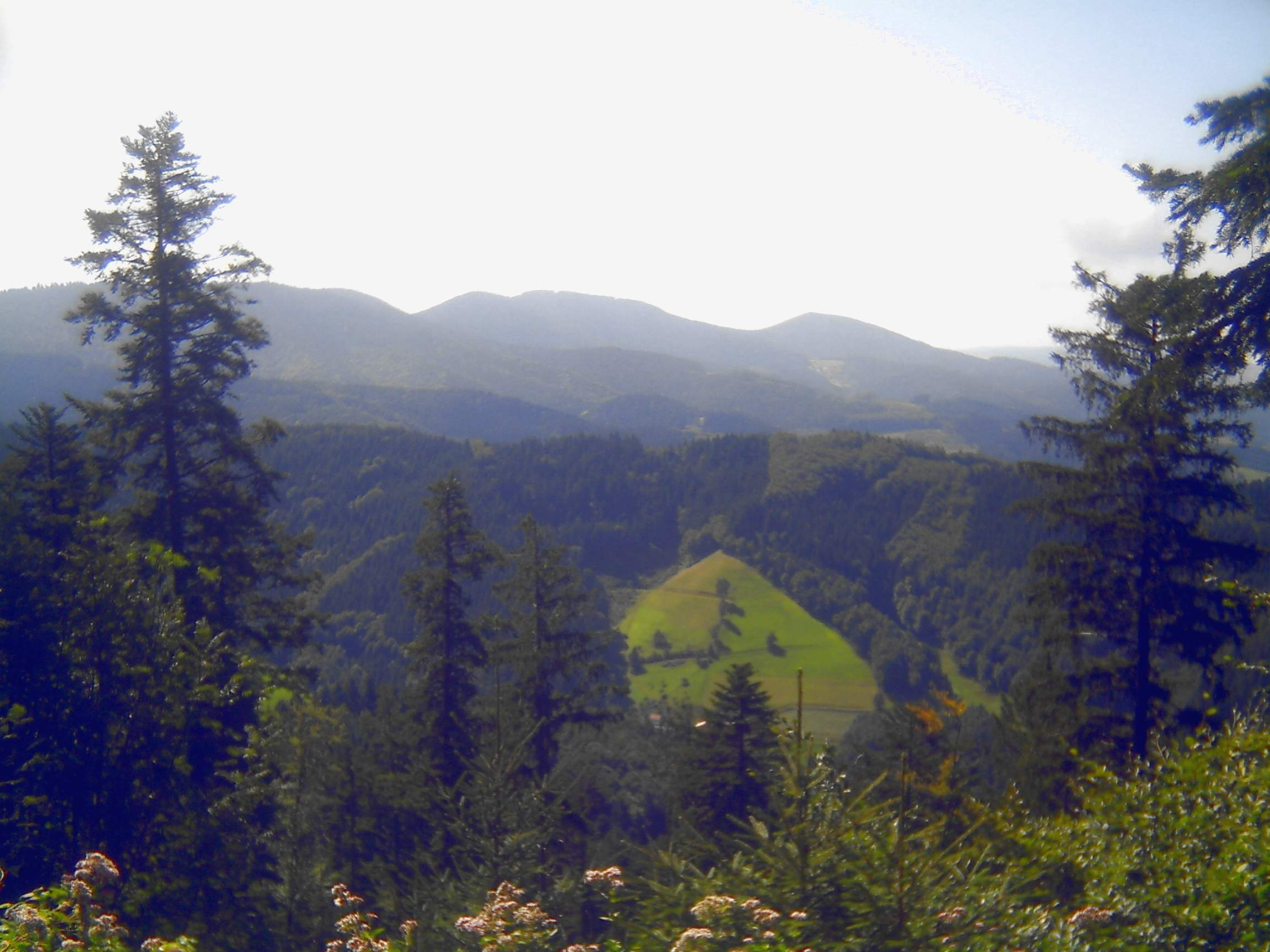
Blick zum Brandenkopfmassiv und ins Harmersbachtal

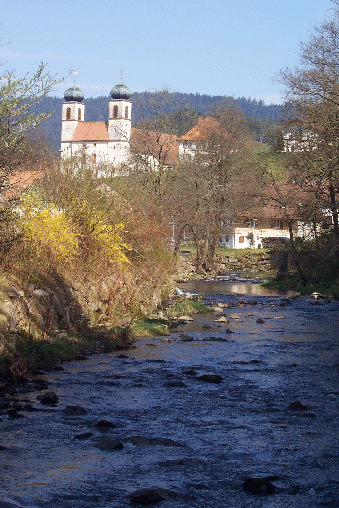
Schapbach

- Distanz: 16 km
- Gehzeit: zirka 4 Stunden

| Ort/Sehenswürdigkeit | Strecke (km) | Höhe (m ü. NHN) | Weitere Informationen                                                |
| -------------------- | ------------ | --------------- | -------------------------------------------------------------------- |
| Gengenbach           | 0,0          | 176             | Querweg beginnt am Oberen Tor                                        |
| Schwandeck           | 3,5          | 450             | Holzpavillon                                                         |
| Mooskopf             | 6,5          | 871             | zirka 200 Meter abseits des Querwegs Kreuzung mit dem Kandelhöhenweg |
| Sonnenhaus           | 4,5          | 560             | Unbewirtschaftetes Wanderheim des Schwarzwaldvereins                 |
| Nordrach/Moosmatt    | 1,5          | 380             | Historischer Kohlenmeiler Querung der Nordrach                       |

#### Wegbeschreibung
Ausgangspunkt ist das obere Tor von Gengenbach. Der Weg führt noch zirka einen Kilometer zusammen mit dem Ortenauer Weinpfad ansteigend durch den Ort. Nach dem ersten Anstieg verläuft der Weg mehrere Kilometer über den Höhenkamm (oft auf Wanderpfaden) und steigt dann noch einmal steil zum Sattel zwischen Mooskopf und Siedigkopf an. Der Aussichtsturm auf dem Mooskopf (zirka 200 Meter abseits des Weges) bietet einen Rundblick; auf dem Siedigkopf wurde ein Lothardenkmal aus drei Weißtannenstämmen errichtet (zirka 400 Meter abseits). Unmittelbar am Weg befindet sich ein Grimmelshausendenkmal. Der Weg führt von hier aus hauptsächlich auf Forstwegen zunächst steil abwärts und verläuft vor dem letzten Abstieg ins Nordrachtal quer bis zum (unbewirtschafteten) Wanderheim Sonnenhaus. Bei Moosmatt wird die Nordrach erreicht. Hier befindet sich ein restaurierter Kohlenmeiler, der noch nach 1945 in Betrieb war.

### Zweite Etappe: Nordrach (Moosmatt) – Schapbach

#### Übersicht
- Distanz: 20 km
- Gehzeit: zirka 5 Stunden

| Ort/Sehenswürdigkeit | Strecke (km) | Höhe (m ü. NHN) | Weitere Informationen                                                    |
| -------------------- | ------------ | --------------- | ------------------------------------------------------------------------ |
| Nordrach/Moosmatt    | 0,0          | 380             |                                                                          |
| Rautschhütte         | 1,5          | 564             | Forsthütte                                                               |
| Rosbedunnen          | 1,5          | 712             | Sattel zwischen Rautschkopf und Täschenkopf                              |
| Heidenkirche         | 1,0          | 750             | Felsenmeer                                                               |
| Löcherbergwasen      | 1,5          | 656             | Kreuzung mit der Landesstraße 94                                         |
| Littweger Höhe       | 6,5          | 843             | Schutzhütte Kreuzung mit dem Westweg                                     |
| Hansjakobstein       | 4,5          | 700             | Gedenkstein für Heinrich Hansjakob Kreuzung mit dem Kleinen Hansjakobweg |
| Schapbach            | 3,5          | 350             | Kirche                                                                   |

#### Wegbeschreibung
Der Anstieg aus dem Nordrachtal erfolgt steil zur Rautschhütte auf einem Wanderpfad. Von dort folgt der Weg weiter ansteigend einem Forstweg und erreicht über den Sattel Rosbedunnen das Felsenmeer Heidenkirche. Nach einem kurzen Gefällstück läuft der Weg am Hang entlang bis zum Löcherbergwasen zwischen Harmersbach und dem Renchtal. Von hier aus verläuft der Weg nahezu eben über den Bergrücken oberhalb des Zuwalder Tals und erreicht an der Littweger Höhe den Westweg. Über den Hansjakobstein verläuft der Weg erst leicht abfallend, später steil bis ins Tal der Wolf, das kurz vor Schapbach erreicht wird.

### Dritte Etappe: Schapbach – Alpirsbach

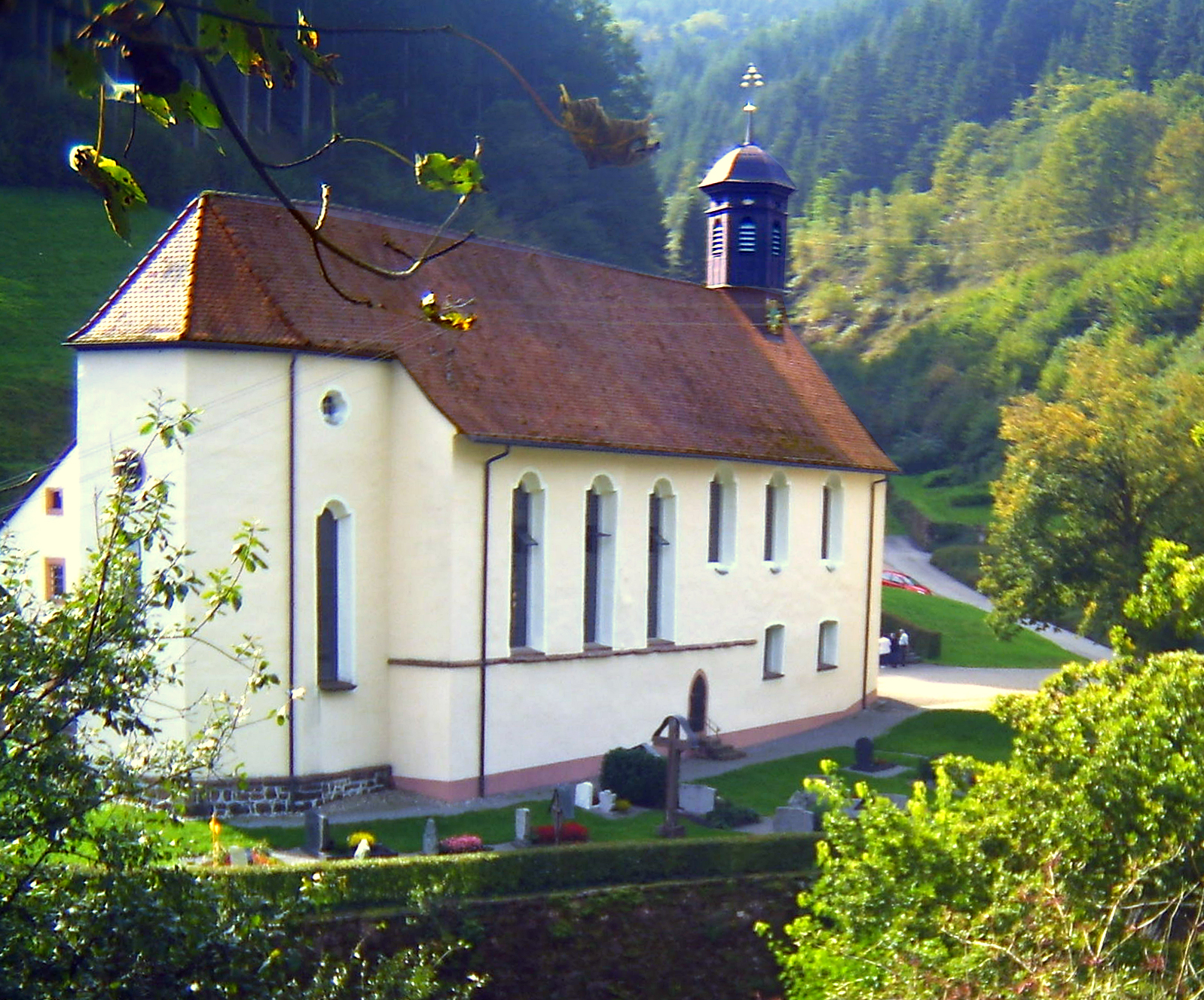
Kloster Wittichen

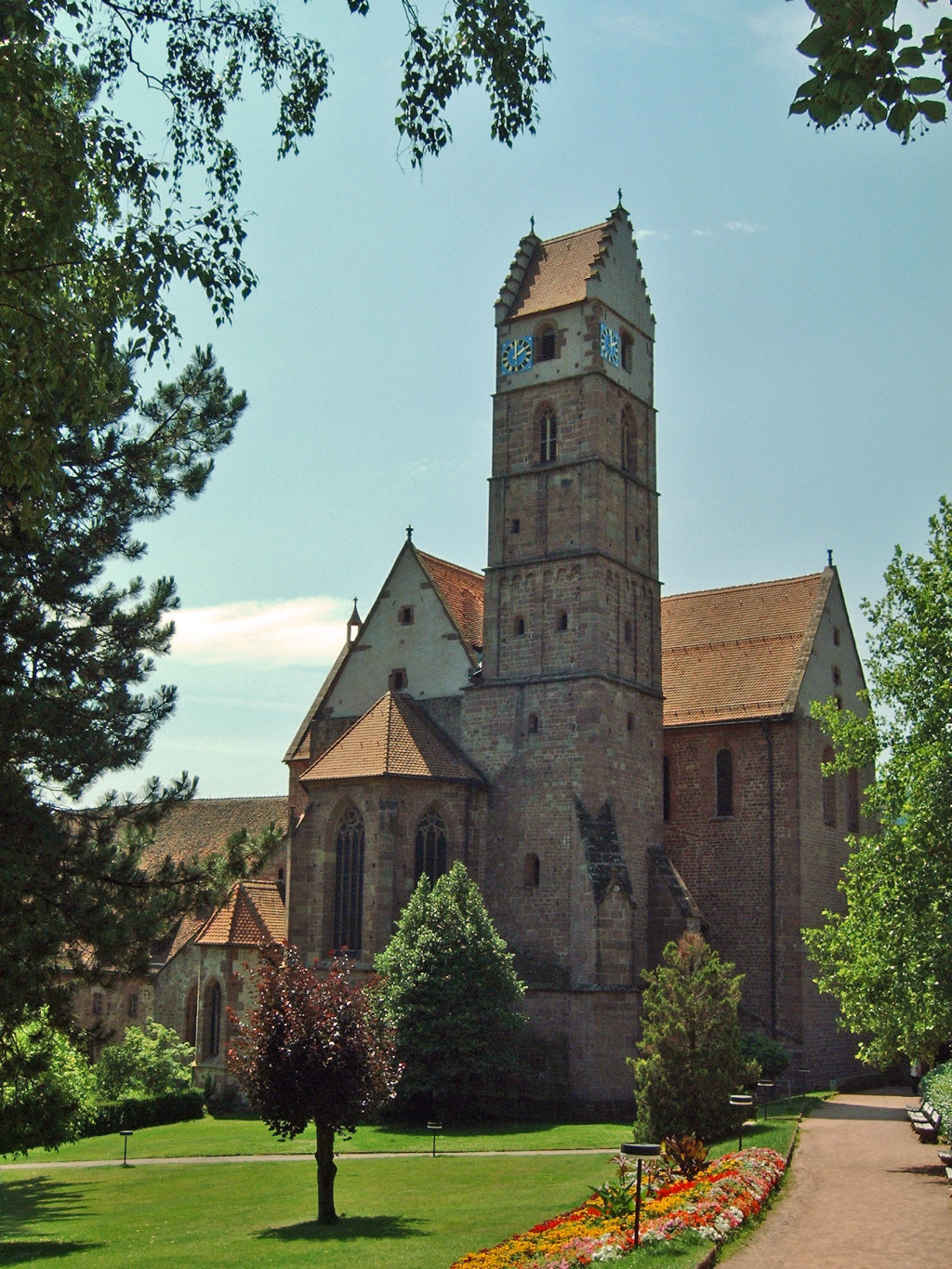
Kloster Alpirsbach

#### Übersicht
- Distanz: 15 km
- Gehzeit: zirka 4 Stunden

| Ort/Sehenswürdigkeit | Strecke (km) | Höhe (m ü. NHN) | Weitere Informationen                                                                         |
| -------------------- | ------------ | --------------- | --------------------------------------------------------------------------------------------- |
| Schapbach            | 0,0          | 350             |                                                                                               |
| Das Tor              | 4,5          | 705             | Sattel am Bocksecken Kreuzung mit dem Mittelweg                                               |
| Emilshütte           | 1,0          | 745             | Schutzhütte                                                                                   |
| Wittichen            | 2,5          | 430             | Ehemaliges Kloster Wittichen                                                                  |
| Vortal               | 1,5          | 412             | Querung der Kleinen Kinzig                                                                    |
| Sattellege           | 1,5          | 615             | zirka 500 Meter Abstecher zur Grillhütte „Staufenkopf“ (683 m) mit Ausblick auf das Kinzigtal |
| Alpirsbach           | 3,5          | 435             | Kloster Kreuzung mit dem Ostweg                                                               |

#### Wegbeschreibung
Das Wolftal wird auf einem steilen Anstieg verlassen. Über einen Forstweg erreicht man den Sattel „Das Tor“. Von hier aus bis zur Emilshütte gibt es über den Bocksecken hinweg eine gemeinsame Wegführung mit dem Mittelweg auf einem Wanderpfad. Der Abstieg ins Tal der Kleinen Kinzig vorbei am ehemaligen Kloster Wittichen erfolgt auf einem Forstweg. In Vortal wird die Kleine Kinzig überquert. Der hier folgende Anstieg zur Sattellege ist sehr steil. Auf den letzten Kilometern führt der Weg oberhalb der Kinzig bis nach Alpirsbach.